# FMI Air
FMI Air — колишня авіакомпанія М'янми зі штаб-квартирою в Янгоні, що працювала у сфері регулярних та чартерних пасажирських перевезень внутрішніми маршрутами. Портом приписки авіакомпанії і її головним транзитним вузлом (хабом) був міжнародний аеропорт Янгон. Припинила діяльність у серпні 2018.

## Загальні відомості
FMI Air була заснована в 2012 році і почала операційну діяльність у вересні того ж року з виконання польотів з Янгона на літаку ATR 42.
Станом на грудень 2015 року компанія виконує 19 регулярних рейсів на тиждень зі столиці М'янми і більше 20 щотижневих чартерних рейсів з інших аеропортів країни.

## Маршрутна мережа
У грудні 2015 року маршрутна мережа регулярних перевезень авіакомпанії FMI Air охоплювала наступні пункти призначення:
- М'янма
  - округ Мандалай
    - Мандалай — міжнародний аеропорт Мандалай
    - Найп'їдо — міжнародний аеропорт Найп'їдо

  - штат Ракхайн
    - Сітуе — аеропорт Сітуе

  - округ Янгон
    - Янгон — міжнародний аеропорт Янгон — хаб

## Флот
У жовтні 2015 року повітряний флот авіакомпанії FMI Air складали наступні літаки: